# Уздечковый африканский трогон
Уздечковый африканский трогон (Apaloderma narina) — птица семейства трогоновых.

## Описание
Уздечковый африканский трогон длиной 33 см. Оперение верхней стороны металлически-зелёное, брюхо и гузка пурпурного цвета, крылья серые с чёрно-белыми полосами. Оперение самки на шее и груди коричневое.

## Распространение
Обитает в низменных лесах и на опушках леса на большей части Африки к югу от Сахары.

## Образ жизни
Большую часть времени птица неподвижно сидит высоко в кроне дерева. Потревоженная птица молниеносно поворачивается, чтобы показать своё пурпурное брюхо. Уздечковый африканский трогон питается насекомыми, такими как ночные бабочки, жуки и гусеницы, а также пауками которые он находит на ветвях. Иногда он ловит также маленьких гекконов. Самка откладывает от 2 до 4 яиц в дупло дерева. Кладку высиживают оба родителя примерно 2 недели.